# Jacob Peter Mynster

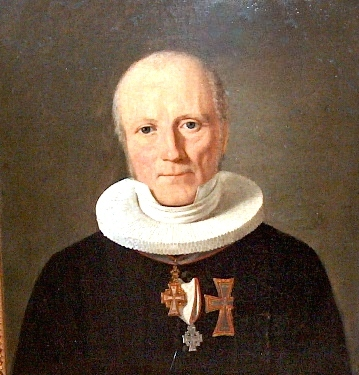
Bispo Jacob Peter Mynster.
Retrato por Constantin Hansen.

Jacob Peter Mynster (8 de novembro de 1775 – 30 de janeiro de 1854) foi um teólogo e bispo dinamarquês. Foi bispo da Zelândia de 1834 até à data da sua morte.